# Tùy ý
Tùy ý (tiếng Anh: arbitrariness), là đặc tính "xác định bởi sự tình cờ, ngẫu nhiên, chợt nảy ra hoặc sự bốc đồng, và không bởi sự cần thiết, lý do, hay nguyên tắc". Nó cũng được sử dụng để đề cập tới một lựa chọn đã xảy ra mà không có bất kì tiêu chuẩn hay giới hạn rõ ràng nào.

## Toán học

Ký hiệu lượng từ phổ dụng

Trong toán học, sự tùy ý tương ứng với thuật ngữ "bất kì" và ký hiệu lượng từ phổ dụng {\displaystyle \forall }.